# ازرقی هروی
اَزرَقی هِرَوی شاعر پارسی‌گوی نیمهٔ دوم قرن پنجم هجری است که در دربار سلجوقیان در زادگاه خود هرات به‌سر می‌برد. ازرقی برخی از بهترین توصیف‌های طبیعت به زبان فارسی را سروده‌است.
شرف‌الزمان ابوالمحاسن زین‌الدین ابوبکر جعفر بن اسمعیل وراق هروی متخلص به ازرقی، درگذشتهٔ حدود ۴۶۵ هجری/۱۰۷۰ میلادی است. با شمس‌الدوله طغانشاه پسر الب‌ارسلان، حاکم خراسان معاصر بود و او را مدح کرد.
ازرقی به سبک خراسانی شعر می‌سرود و از او قصیده‌های پراکنده‌ای به‌جا مانده که در دفتری فراهم آورده‌اند. گونهٔ شعر او را طلیعهٔ خروج از سبک خراسانی و زمینهٔ برآمدن سبک عراقی به‌شمار آورده‌اند. سروده‌های ازرقی پرآرایه و زبان اشعارش دشوار است.
به گفتهٔ بدیع‌الزمان فروزانفر، ازرقی «در طریقهٔ شعر گرد سبک عنصری می‌گردد و به جواب قصایدش نظر دارد … از معانی علمی مخصوصاً ریاضی شعرش خالی نیست»
گویا کتاب سندبادنامه یا قسمتی از آن را ازرقی به نظم درآورده است. دیوان این شاعر، بر اساس چند نسخهٔ متأخر توسط سعید نفیسی تصحیح گردیده و در مرداد ۱۳۳۶ هجری خورشیدی از سوی کتابفروشی زوّار به چاپ رسیده‌است. دیوان مذکور مشتمل بر ۶۷ قصیده و ۹ قطعه و ۱۰۸ رباعی، مجموعاً در ۲٬۶۷۴ بیت با مقدمه‌ای شانزده‌صفحه‌ای دربارهٔ اوضاع، احوال، زندگی شاعر و ممدوحان وی و معرفی نسخ در دسترس مصحّح است. این دیوان در ۱۱۳ صفحه (و شانزده صفحه مقدمه) بدون ذکر نسخهٔ بدل، بر اساس پنج تذکره و شش نسخهٔ خطی که اکثر این نسخ (به غیر از نسخه‌ای از دیوان انوری مربوط به سدهٔ نهم که در حاشیهٔ آن از دیوان ازرقی نیز اشعاری آمده) متعلق به سدهٔ یازدهم به بعد است (دو نسخهٔ مکتوب به سدهٔ یازدهم و دو نسخه هم متعلق به سدهٔ سیزدهم هجری). در همان سال، علی عبدالرسولی به خط خود دیوانی از این شاعر را بدون اشاره به نسخه یا نسخ در دسترس، در ۱۳۱ صفحه متن و ۹ صفحه مقدمه، از سوی انتشارات دانشگاه تهران به چاپ رسانده‌است.

## پیشینه
پدرش اسماعیل وراق هروی در طوس پیشهٔ وراقی (کتابفروشی) داشت (و همان کس است که به گفته نظامی عروضی فردوسی در فرار از غزنین به طوس در خانهٔ وی مخفی شد). از وی اشعاری اندک و استوار همچون مدح خواجه عبدالله انصاری باقی‌مانده‌است.
ازرقی بیشتر عمر خود را در هرات گذراند و قصیده‌های ازرقی غالباً در مدح دو تن از شاهزادگان سلجوقی است: یکی شمس‌الدوله طغانشاه و دیگری امیرانشاه بن قاورد.
ممدوح دیگری که ازرقی قصیده‌های شمارهٔ ۴۲ و ۵۲ در دیوان خود را در ستایش او سروده امیر سعدالملک ابوعلی حسن، امیر غور و غرجستان است.

## نمونه شعر
| به غربت اندر اگر سیم و زر فراوان است |  | هنوز هم وطنِ خویش و بیتِ احزان بِهْ |

| در دیدهٔ دل جلوه‌گرت می‌بینم   |  | هر لحظه به شکلِ دِگَرَت می‌بینم |
| هر بار که در دیدهٔ دل می‌نگری |  | از بارِ دگر خوبترت می‌بینم   |